# Tritia lima
Tritia lima é uma espécie de gastrópode do gênero Tritia, pertencente a família Nassariidae.